# Teiuș
Teiuș (en húngaro: Tövis) es una ciudad de Rumania en el distrito de Alba.

## Geografía
Se encuentra a una altitud de 238 m s. n. m. a 358 km de la capital, Bucarest.

## Demografía
Según estimación 2012 contaba con una población de 7 760 habitantes.
| 1948 | 1956 | 1966 | 1977 | 1992 | 2002  | 2012  |
| s/d  | s/d  | s/d  | s/d  |      | 7 284 | 7 760 |